# 新田恵海1st Live「EMUSIC〜始まりの場所〜」
『新田恵海1st Live「EMUSIC〜始まりの場所〜」』（にったえみ ファーストライブ エミュージック はじまりのばしょ）は、新田恵海の1作目の映像作品（ライブ・ビデオ）である。2016年5月18日にブシロードミュージックの内部レーベルであるemitsunレーベルよりBlu-ray Discで発売された。

## 概要
2015年11月8日にTOKYO DOME CITY HALLで開催された新田恵海のファーストライブの模様を収録。特典映像として、リハーサル映像とバックステージ映像を収録。封入特典として、『「きらめきを夢みて」〜始まりの場所〜Version』を収録した特典CD、新田とemitsun BANDがライブを振り返る座談会の模様を記録した特製リーフレットが封入される。初回特典は特製三方背BOX仕様。各店舗特典としてチケットホルダー、クリアファイル、クリーナークロス、マグネットしおりが付属する。 パッケージの色は新田の好きな色であるコーンフラワーブルー、描かれている音符は「EMUSIC」のサビの部分の譜面になっている。
1枚目から3枚目までのシングルと1枚目のオリジナルアルバム『EMUSIC』に収録されている全楽曲に加えて、「タイムカプセル」が演奏された。「きらめきを夢みて」を除く楽曲については事前にイメージカラーが公表され、全色をカバーしたライブグッズ「EMUSICブレード」が製作された。
本公演について、シンガーソングライターを目指してユニット活動をしていた頃に10代最後の記念に地元長野県の小さなライブハウスでワンマンライブをしてから10年後に大きなステージでワンマンライブができたことに感謝の意を示した。
2015年12月12日、animeloLIVE!で本公演のスペシャルダイジェスト映像が放送された。
2016年2月、本公演の追加公演『新田恵海 LIVE 2016 EMUSIC〜つなぐメロディー〜』が開催されることが発表された。

## 収録曲

### Blu-ray

#### ライブ本編
1. EMUSIC
2. 笑顔と笑顔で始まるよ!
3. Dear everyday
4. 想いよ届け
5. 言葉より強く
6. Rainy＊flower
7. WONDER! SHUTTER LOVE
新田がトイカメラで写真撮影を行ったが、横浜開催の追加公演『新田恵海 LIVE 2016 EAST EMUSIC〜つなぐメロディー〜』にて撮影に失敗していたことを告白した[9]。
8. 探求Dreaming
9. 優しい世界そして未来へ
10. スピカ
11. 想像を超えた世界
12. OURS POWERS
13. NEXT PHASE

アンコール
1. きらめきを夢みて
シンガーソングライターを目指していた頃から自分の中にあった想いを、今の新田が表現できる形で制作した楽曲。自分の言葉や音で伝えたいとの想いから1コーラスをピアノで弾き語りした。[6] 2コーラス目からはバンド演奏。
2. タイムカプセル
ゲーム『D.C.III P.P. 〜ダ・カーポIII プラチナパートナー〜』挿入歌。
3. EMUSIC（2回目）
最後の挨拶時にBGMの「EMUSIC」に対する観客のコールに応えて3回目の「EMUSIC」。

#### 特典映像
1. リハーサル映像
2. バックステージ映像

### 特典CD
- 「きらめきを夢みて」〜始まりの場所〜Version
ライブ・アレンジでスタジオ再録音した音源。

## サポートメンバー
Emitsun BAND
- 坂本光久（ギター）[10]
- 飯田”MESHICO”直人（ギター）[10]
- 長野典二（ベース）[10]
- yuna（キーボード）[10]
- 伊藤”ショボン”太一（ドラムス）[10]
- 須賀勇介（マニピュレーター&プログラム）

Emitsun Dancers
- KOZUE
- Saki